# Facultad de Ciencias de la Gestión (UADER)
La Facultad de Ciencias de la Gestión es una de las cuatro facultades de la Universidad Autónoma de Entre Ríos. Se encuentra ubicada en la provincia de Entre Ríos, Argentina. 

## Carreras
- Administración Pública
- Administración de Empresas
- Archivología
- Comercio Internacional
- Cooperativismo y Mutualismo
- Economía
- Marketing
- Gerenciamiento de Servicios Gastronómicos
- Turismo
- Museología
- Hotelería
- Bibliotecología
- Guía de turismo

## Autoridades[1]
- Decano:  Cr. Carlos Cuenca
- Vicedecano a cargo de la Secretaría General: Prof. Román Scattini
- Secretaria Académica: Lic. Luciana Diaz
- Secretario de Extensión: Lic. Nicolás Gottig
- Secretario de Investigación y Posgrado: Lic. Cristela Roude
- Secretario de Comunicación: Melina Tempelópulos